# Felice Anerio
Felice Anerio (Narni, 1560 – Roma, 27 de setembro de 1614) foi um compositor italiano do final da Renascença e início do Barroco, e membro da Escola romana de compositores. Foi o irmão mais velho de outro importante, e um pouco mais progressista compositor do mesmo período, Giovanni Francesco Anerio.

## Biografia
Anerio nasceu em Narni, na Úmbria e viveu a maior parte de sua vida em Roma. Quando criança cantou como soprano na Capela Juliana (ou Cappella Giulia) de 1568 até 1577 (após o que passou a ser um alto), e depois, cantou em outra igreja até 1580. Nessa época começou a compor, especialmente madrigais; este foi um dos poucos períodos de sua vida em que escreveu música secular. Provavelmente foi influenciado por Luca Marenzio, que era muito popular na época e que estava em Roma, no mesmo tempo que Anerio começou a compor. Em 1584 Anerio foi nomeado mestre de capela no Venerabile Collegio Inglese; também parece ter sido o diretor de outra associação de músicos importantes de Roma chamada de a  vertuosa Compagnia de i Musici di Roma. Estas posições devem ter-lhe dado consideráveis oportunidades para exercer seus talentos de composição, pois acabou escrevendo a música, canções, madrigais e coros, para uma peça italiana do gênero "paixão" nesta altura. Em 1594, substituiu Palestrina como compositor oficial para o coro papal, que era a posição mais importante em Roma para um compositor.
Em 1607 ou pouco tempo depois Anerio se tornou um padre (uma carreira comum para um compositor na Escola romana). Juntamente com Francesco Soriano, outro compositor da Escola romana, ajudou a reformar os responsórios do Gradual romano, outra das atividades finais da Contrarreforma na Itália.

## Obras
Anerio foi um compositor conservador, que em grande parte utilizou o estilo de Palestrina como ponto de partida, pelo menos depois de seu período juvenil, quando escreveu obras seculares, como madrigais e canzonette. Apesar disso, alcançou uma intensidade expressiva própria. Alguma influência dos movimentos progressistas do Norte de Itália é evidente, embora discreto, em seu trabalho, por exemplo, o uso de coros duplos (os trabalhos antifonais eram a norma em Veneza); ligeiras texturas declamatórias homofônicas; ligeiras passagens melódicas na linha do baixo (que eram uma influência da monodia). Além disso, Anerio às vezes gostava de rapidamente mudar texturas, alternando entre coro completo e pequenos grupos de duas ou três vozes, outra característica progressiva das escolas do Norte da Itália (esta característica está muito em evidência, por exemplo, na música de Claudio Monteverdi).
Em muitos dos seus últimos trabalhos é evidente a influência de Ludovico da Viadana, o divulgador do baixo contínuo, mas ainda permaneceu fiel ao estilo de Palestrina na sua escrita melódica e harmônica. Não se conhece nenhuma música escrita por Anerio que seja puramente instrumental.
Muitos magnificats, hinos, motetos e outras obras foram impressos por K. Proske em sua Musica Divina (1854).
As obras de Felice Anerio incluem:

### Vocal sacro
- Dois livros de Madrigale spirituale (Roma, 1585)
- Dois livros de hinos sacros (Veneza, 1596 e Roma, 1596)
- Responsórios da Semana Santa (para quatro vozes, Roma, 1606)
- Treze canzonette espirituais; doze motetos, incluindo muitos para oito vozes; salmos, litania, outros trabalhos, muitos incluindo um baixo contínuo
- Madrigais, coros, canções solo para Passio de Nostro Signore in verso heroico (Viterbo, 1604)

### Vocal secular
- Um livro de canzonette (1586)
- Cinco livros de madrigais (um dos quais foi perdido) (1587, 1590, 1598, 1602, desconhecido)
- Miscelâneas, outros madrigais não inclusos nas publicações principais